# William Cawthorne Unwin

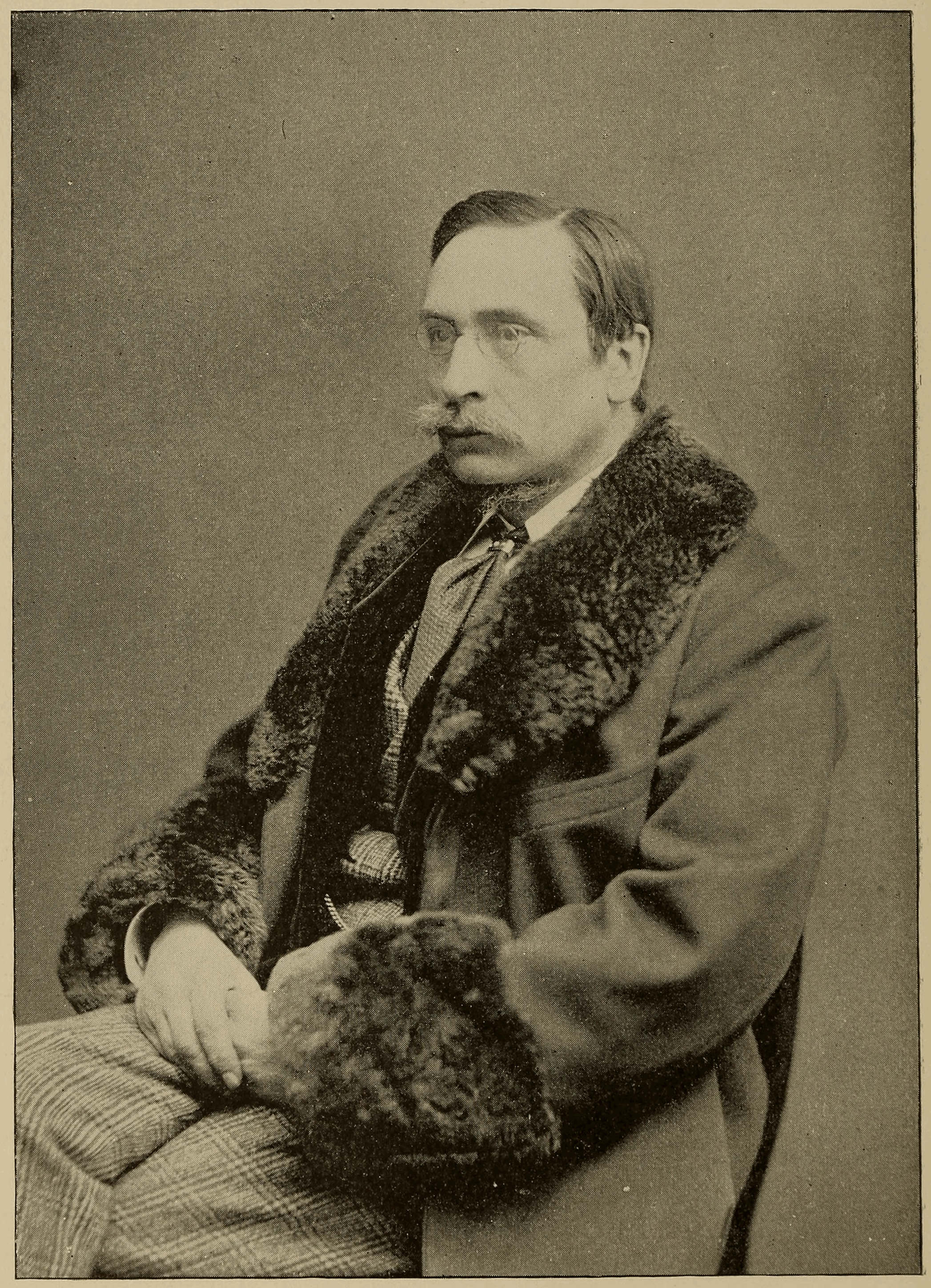
William Cawthorne Unwin (1894)

William Cawthorne Unwin, LL.D, FRS (* 12. Dezember 1838 in Coggeshall, Essex, England; † 17. März 1933 in Kensington, London) war ein britischer Wasserbauingenieur, der sowohl zwischen 1913 und 1914 Präsident der Smeatonian Society of Civil Engineers als auch von 1915 bis 1916 Präsident der Institution of Mechanical Engineers war.

## Leben
William Cawthorne Unwin, Sohn von Reverend William Jordan Unwin und dessen Ehefrau Eliza Davey, begann nach dem Besuch der 1442 gegründeten City of London School ein Studium am New College London und wurde 1856 Mitarbeiter in der von William Fairbairn gegründeten Fairbairn Engineering Company. Im Anschluss war er zwischen 1861 und 1868 Ingenieur bei Williamson Brothers, wo er sich mit dem Bau und der Entwicklung von Wasserturbinen für Mühlen beschäftigte. Nachdem er zwischen 1868 und 1872 Dozent an der Royal School of Naval Architecture in South Kensington war, übernahm er 1872 eine Professur für Wasser- und Maschinenbau am Royal Indian Engineering College (RIEC) in Egham und lehrte dort bis 1885. Danach wurde er 1885 Professor für Zivil- und Maschinenbau am City and Guilds of London Institute. 1886 wurde er sowohl Fellow der Royal Society (FRS) als auch des Royal Institute of British Architects (FRIBA).
Unwin, der 1890 Ehrenmitglied der American Philosophical Society (APS) sowie des Franklin Institute wurde, war zwischen 1890 und 1893 Sekretär einer Kommission, die sich mit der Gewinn von Energie durch die Wasserkraft der Niagarafälle befasste. Zudem war er 1892 Präsident der Ingenieurwissenschaftlichen Abteilung der British Association for the Advancement of Science (BSA) und beschäftigte sich neben seiner Lehrtätigkeit mit der Entwicklung und Nutzung von Dampfmaschinen, Verbrennungsmotoren sowie mit Fragen der Zugfestigkeit. 1900 wurde er Professor für Ingenieurwissenschaften an der Universität London und lehrte dort bis zu seiner Emeritierung 1904. Er wurde zudem 1900 Mitglied der American Academy of Arts and Sciences. 1905 verlieh The University of Edinburgh einen Ehrendoktor der Rechtswissenschaften.
Als Nachfolger von George Robert Jebb übernahm William Unwin 1913 den Posten als Präsident der Smeatonian Society of Civil Engineers, den er bis zu seiner Ablösung durch Philip Watts 1914 bekleidete. 1915 trat er die Nachfolge von Hay Frederick Donaldson als Präsident der Institution of Mechanical Engineers an und hatte diese Funktion bis 1916 inne, woraufhin Michael Longridge 1917 seine Nachfolge antrat. 1920 wurde ihm als Erstem die Kelvin Gold Medal der Institution of Civil Engineers (ICE) verliehen. Nach seinem Tode wurde er auf dem Abney Park Cemetery in Stoke Newington beigesetzt.

## Veröffentlichungen
Neben seiner Lehr- und Forschungstätigkeit verfasste William Cawthorne Unwin verschiedene Sachbücher, zu ingenieurwissenschaftlichen Themen. Zu seinen Werken gehören:
- The elements of machine design, 1877 (Onlineversion)
- The testing of materials of construction, 1888 (Onlineversion)
- On the development and transmission of power, 1894 (Onlineversion)